# والعدالة للجميع (فلم)
والعدالة للجميع فيلم درامي تقوم أحداثه في المحكمة من إنتاج عام 1979، الفيلم من إخراج نورمان جيويسون، وبطولة آل باتشينو في دور (آرثر كيركلاند) وجاك واردن وجون فورسيث ولي ستراسبرغ وجيفري تامبور وكريستينن لاهتي وكريج تي نيلسون وتوماس ويتز في دور مساعد. و قد كتب سيناريو الفيلم الذي رشح لجائزة الأوسكار فاليري كورتين و باريي ليفنسون.
يحتوي الفيلم على اللقطة المعروفة والتي يصرخ فيها آل باتشينو، «أنت تخالف النظام! أنت تخالف النظام! المحكمة برمتها تخالف النظام!  هم يخالفون النظام». تم تصوير الفيلم في  بالتيمور (ماريلاند)، بالإضافة لمنطقة كورتهاوس. رشح الفيلم لجائزتي أوسكار جائزة الأوسكار لأفضل ممثل (Pacino)  جائزة الأوسكار لأفضل كتابة (سيناريو أصلي) (Curtin and Levinson).

## وصلات خارجية
- مقالات تستعمل روابط فنية بلا صلة مع ويكي بيانات